# Île des Bains
L'île des Bains est une île sur l'Oise, située dans le département du même nom dépendant administrativement de la commune de Margny-lès-Compiègne en France.

## Historique
Au XVIIIe siècle, l'île est marquée « isle à supprimer » pour les aménagements du château de Compiègne puis en 1781, un ingénieur nommé Cordelle, propose d'y installer une machine hydraulique pour alimenter le château en eau potable.
Il ne reste plus de nos jours qu'un minuscule îlot d'une trentaine de mètres de l'ancienne île des Bains. Au XIXe siècle, le lieu était fréquenté des baigneurs et le Sport Nautique Compiégnois y avait aménagé un bassin de natation. Des concours de plongeons et des compétitions d'aviron y étaient organisés. 
En 1910, l'île fut submergée lors d'une crue de l'Oise. 
Des photographies d'opération de canonnières y ont été prises lors de la Première Guerre mondiale en novembre 1916. 
La rue des Bains à Compiègne rappelle l'importance qu'eut l'île.